# USA indefra
USA indefra (originaltitel: Morgan Spurlock Inside Man), er en amerikansk dokumentar-serie, udsendt på CNN. Serien følger Morgan Spurlock, der undersøger udvalgte emner fra et insiderperspektiv. Især episoden "USA indefra: Sandheden om overvågning"  er kendt i Danmark.